# Bruma
Armindo Tué Na Bangna dit Bruma, né le 24 octobre 1994 à Bissau (Guinée-Bissau), est un footballeur international portugais évoluant au poste d'ailier gauche au Benfica Lisbonne.

## Biographie

### Jeunesse et débuts au Sporting CP
Armindo Tué Na Bangna, surnommé Bruma, est né en octobre 1994 à Bissau, situé en Guinée-Bissau. Il commence sa formation à l'União Bissau avant de rejoindre en 2007 le Sporting CP situé au Portugal.
Après avoir commencé la pré-saison 2012-2013 au Sporting B, Bruma est promu en équipe première lors de l'arrivée de Jesualdo Ferreira à la tête du club.
Le 10 février 2013, Bruma fait ses débuts professionnels en étant titularisé à l'occasion d'une défaite 0-1 contre le CS Marítimo en Primeira Liga. Le 16 février, il marque son premier but en ouvrant le score lors d'une victoire 2-3 face au Gil Vicente. Il prend part à 13 matchs de championnat, marquant un but et délivrant trois passes décisives. En montrant son potentiel, il attire l'attention de grands clubs comme le Bayern Munich, Manchester City ou encore Liverpool.
Le 2 septembre 2013, faisant suite à de longues semaines de conflit avec la direction du Sporting au sujet de la prolongation de son contrat, il rejoint le club turc de Galatasaray SK, le montant du transfert étant de 10 M€, auxquels peuvent s'ajouter 3 M€ dépendant des performances sportives de Galatasaray.

### Galatasaray SK
Bruma joue son premier match contre Antalyaspor en entrant en jeu à la 70e minute. Dès ce premier match, il montre sa qualité et régale déjà les supporters. Le 18 décembre 2013, il marque son premier but face à Balıkesirspor à la 92e minute (4-0). En quatre mois avec le Galatasaray, Bruma finit l'année 2013 avec un but et six passes décisives.
Le 15 janvier 2014, Bruma se blesse les ligaments en Coupe de Turquie. Il est indisponible pour cinq mois, ce qui signifie la fin de saison pour le jeune talent. Le joueur est prêté pour la deuxième partie de saison au club de Gaziantepspor; il ne prendra place à aucun match, puisque ce transfert a été planifié pour libérer une place d'étranger au club d'Istanbul (maximum dix étrangers).
Il marque son premier but d'un lob en championnat de Turquie le 25 janvier 2015 contre le Çaykur Rizespor (victoire 2-0)

### Real Sociedad
Le 14 juillet 2015, le club basque annonce le prêt du jeune portugais pour une saison, avec une option d'achat à la hauteur de 7,5 millions d'euros.
Le 22 août 2015, Bruma est titulaire pour ses débuts en Liga lors d'un match nul 0-0 contre le Deportivo La Corogne. Le 30 décembre, il marque son premier but en championnat mais la Sociedad est défaite 1-3 face au Real Madrid. Le 3 janvier 2016, Bruma inscrit un but permettant aux siens d'obtenir un nul 2-2 contre le Rayo Vallecano. Sa saison est dans l'ensemble une déception, l'ailier ne marquant que trois buts en trente-trois matchs.

### Retour de prêt à Galatasaray
Le club espagnol ne relevant pas l'option d'achat de 7,5 millions d'euros, Bruma fait son retour dans le club turc. Sa prestation lors des matchs de préparation est remarquée puisqu'il marque 6 buts en autant de matchs. Finalement, le club décide de le conserver malgré l'intérêt prononcé du PSV. Bruma commence la saison avec de bonnes performances (trois buts et autant de passes décisives en sept matchs) et devient un titulaire indiscutable à Galatasaray. Ses performances grandissantes attirent l'attention de plusieurs clubs de Premier League,.

### RB Leipzig
Au mois de juin 2017, Bruma signe au RB Leipzig pour une somme de douze millions et demi d'euros.
Il fait ses débuts en Bundesliga le 19 août 2017 lors d'une défaite 2-0 contre le FC Schalke 04. Bruma inscrit son premier but en championnat le 27 août, concluant un succès 4-1 aux dépens du FC Fribourg, deux minutes après son entrée en jeu. En Ligue Europa, l'ailier se montre à son aise en marquant trois buts en cinq rencontres. Leipzig est éliminé par l'Olympique de Marseille, futur finaliste, en quarts de finale. Bruma finit sa première saison allemande avec sept réalisations en quarante matchs.
La saison 2018-2019 est nettement plus difficile pour Bruma, entrecoupée par des blessures et un rôle récurrent de remplaçant en Bundesliga. Le 22 décembre 2018, entré en cours de jeu, il offre une courte victoire 3-2 contre le Werder Brême en championnat. Bruma est néanmoins titulaire en Ligue Europa et inscrit deux buts en onze rencontres.

### PSV Eindhoven
Le 28 juin 2019, annoncé au FC Porto, Bruma s'engage finalement au PSV Eindhoven et paraphe un contrat de cinq ans. Il échoit du numéro sept.
Bruma dispute son premier match pour le PSV le 23 juillet 2019 en phase qualificative de la Ligue des champions. Il ouvre le score durant une victoire 3-2 contre le FC Bâle. Au match retour, Bruma marque à nouveau mais le club est défait 2-1 et doit jouer la Ligue Europa. En Supercoupe, Eindhoven s'incline contre l'Ajax Amsterdam (2-0). Le 3 août 2019, Bruma joue son premier match d'Eredivisie face au FC Twente (1-1). Le 11 août, l'ailier marque son premier but dans l'élite néerlandaise et participe à une victoire 3-1 contre l'ADO Den Haag.

### Prêt à l'Olympiakós
Le 5 octobre 2020, le club grec annonce l'arrivée de Bruma sous forme de prêt jusqu'à la fin de la saison avec option d'achat. Il dispute son premier match face au FC Porto en rentrant en cours de match pour le compte de la Ligue des Champions le 27 octobre 2020. Il marque son premier but lors de la victoire 5-1 face à Larissa le 20 décembre 2020.
Bruma termine la saison avec 33 matchs pour 9 buts et finit champion de Grèce et finaliste de la Coupe de Grèce.

### En sélection

#### En équipes jeunes
Bruma participe au championnat d'Europe des moins de 19 ans 2012 puis à la Coupe du monde des moins de 20 ans 2013 avec les sélections de jeunes du Portugal. Lors du mondial, il dispute les quatre matchs de son équipe et inscrit 5 buts, faisant de lui le deuxième meilleur buteur de la compétition, à égalité avec l'Espagnol Jesé, et juste derrière le Ghanéen Ebenezer Assifuah (6 buts).

#### En équipe A
Bruma connaît sa première sélection avec l'équipe A du Portugal le 10 novembre 2017 contre l'Arabie saoudite (3-0).
Le 14 octobre 2018, il marque son premier but international lors d'un match amical face à l'Écosse remporté à l'Hampden Park (1-3).

### Vie privée
Le grand frère de Bruma, Mesca, est également un footballeur professionnel évoluant au poste d'ailier.

## Statistiques

### Statistiques détaillées
| Saison                | Club                  | Championnat           | Championnat | Championnat | Championnat | Coupe(s) nationale(s) | Coupe(s) nationale(s) | Coupe(s) nationale(s) | Supercoupe | Supercoupe | Supercoupe | Compétition(s) continentale(s) | Compétition(s) continentale(s) | Compétition(s) continentale(s) | Compétition(s) continentale(s) | Play-offs | Play-offs | Play-offs | Total | Total | Total |
| Saison                | Club                  | Division              | M.          | B.          | P.d.        | M.                    | B.                    | P.d.                  | M.         | B.         | P.d.       | Comp.                          | M.                             | B.                             | P.d.                           | M.        | B.        | P.d.      | M.    | B.    | P.d.  |
| 2012-2013             | Sporting Portugal     | Primeira Liga         | 13          | 1           | 3           | -                     | -                     | -                     | -          | -          | -          | -                              | -                              | -                              | -                              | -         | -         | -         | 13    | 1     | 3     |
| Sous-total            | Sous-total            | Sous-total            | 13          | 1           | 3           | 0                     | 0                     | 0                     | 0          | 0          | 0          | -                              | 0                              | 0                              | 0                              | 0         | 0         | 0         | 13    | 1     | 3     |
| 2013-2014             | Galatasaray SK        | Süper Lig             | 7           | 0           | 3           | 3                     | 1                     | 3                     | -          | -          | -          | C1                             | 5                              | 0                              | 0                              | -         | -         | -         | 15    | 1     | 6     |
| 2014-2015             | Galatasaray SK        | Süper Lig             | 20          | 1           | 2           | 8                     | 2                     | 3                     | 1          | 0          | 0          | C1                             | 4                              | 0                              | 0                              | -         | -         | -         | 33    | 3     | 5     |
| 2016-2017             | Galatasaray SK        | Süper Lig             | 30          | 11          | 6           | 6                     | 0                     | 3                     | 1          | 0          | 0          | -                              | -                              | -                              | -                              | -         | -         | -         | 37    | 11    | 9     |
| Sous-total            | Sous-total            | Sous-total            | 57          | 12          | 11          | 17                    | 3                     | 9                     | 2          | 0          | 0          | -                              | 9                              | 0                              | 0                              | 0         | 0         | 0         | 85    | 15    | 20    |
| 2015-2016             | Real Sociedad (prêt)  | Liga                  | 32          | 2           | 1           | 1                     | 1                     | 0                     | -          | -          | -          | -                              | -                              | -                              | -                              | -         | -         | -         | 33    | 3     | 1     |
| Sous-total            | Sous-total            | Sous-total            | 32          | 2           | 1           | 1                     | 1                     | 0                     | 0          | 0          | 0          | -                              | 0                              | 0                              | 0                              | 0         | 0         | 0         | 33    | 3     | 1     |
| 2017-2018             | RB Leipzig            | Bundesliga            | 28          | 4           | 2           | 1                     | 0                     | 0                     | -          | -          | -          | C1+C3                          | 6+5                            | 0+3                            | 0                              | -         | -         | -         | 40    | 7     | 2     |
| 2018-2019             | RB Leipzig            | Bundesliga            | 14          | 1           | 1           | 2                     | 0                     | 0                     | -          | -          | -          | C3                             | 11                             | 2                              | 3                              | -         | -         | -         | 27    | 3     | 4     |
| Sous-total            | Sous-total            | Sous-total            | 42          | 5           | 3           | 3                     | 0                     | 0                     | 0          | 0          | 0          | -                              | 22                             | 5                              | 3                              | 0         | 0         | 0         | 67    | 10    | 6     |
| 2019-2020             | PSV Eindhoven         | Eredivisie            | 18          | 3           | 0           | 2                     | 0                     | 0                     | 1          | 0          | 0          | C1+C3                          | 2+8                            | 2+0                            | 0                              | -         | -         | -         | 31    | 5     | 0     |
| 2020-2021             | PSV Eindhoven         | Eredivisie            | 3           | 0           | 0           | -                     | -                     | -                     | -          | -          | -          | C3                             | 1                              | 0                              | 2                              | -         | -         | -         | 4     | 0     | 2     |
| 2021-2022             | PSV Eindhoven         | Eredivisie            | 27          | 7           | 1           | 1                     | 0                     | 0                     | -          | -          | -          | C1+C3+C4                       | 5+5+5                          | 1+1+0                          | 0+0+1                          | -         | -         | -         | 43    | 9     | 2     |
| Sous-total            | Sous-total            | Sous-total            | 48          | 10          | 1           | 3                     | 0                     | 0                     | 1          | 0          | 0          | -                              | 26                             | 4                              | 3                              | -         | -         | -         | 78    | 14    | 4     |
| 2020-2021             | Olympiakos (prêt)     | Super League          | 15          | 4           | 2           | 5                     | 2                     | -                     | -          | -          | -          | C1+C3                          | 2+4                            | 0+0                            | 0+0                            | 9         | 3         | 1         | 35    | 9     | 3     |
| Sous-total            | Sous-total            | Sous-total            | 15          | 4           | 2           | 5                     | 2                     | 0                     | 1          | 0          | 0          | -                              | 6                              | 0                              | 0                              | 9         | 3         | 1         | 36    | 9     | 3     |
| Total sur la carrière | Total sur la carrière | Total sur la carrière | 207         | 34          | 22          | 29                    | 6                     | 9                     | 3          | 0          | 0          | -                              | 63                             | 9                              | 6                              | 9         | 3         | 1         | 311   | 52    | 38    |

### But international
| 0 | Date            | Lieu                          | Adversaire | Score | Résultat | Compétition  |
| - | --------------- | ----------------------------- | ---------- | ----- | -------- | ------------ |
| 1 | 14 octobre 2018 | Hampden Park, Glasgow, Écosse | Écosse     | 0-3   | 1-3      | Match amical |

## Palmarès

### En club
Galatasaray SK
- Championnat de Turquie  (1) :
  - Vainqueur en 2015.
- Coupe de Turquie (2) :
  - Vainqueur en 2014 et 2015.
- Supercoupe de Turquie  (1) :
  - Vainqueur en 2016.

 Olympiakos
- Championnat de Grèce  (1) :
  - Vainqueur en 2021.
- Coupe de Grèce :
  - Finaliste en 2021.

 PSV Eindhoven
- Coupe des Pays-Bas (1) :
  - Vainqueur en 2022.

 SC Braga
- Coupe du Portugal :
  - Finaliste en 2023.

### En sélection
Vainqueur de la Ligue des nations de l'UEFA 2018-2019
Bien qu'il ne soit pas selectionné pour la phase finale(demi-finale et finale).Il participe  aux matchs  des  phases  de groupes,lui donnant ainsi accès au titre de la ligue des nations (d'après les règles de l'UEFA).